# Hugh Palliser
Pour les articles homonymes, voir Palliser.
Hugh Palliser (26 février 1723[a] – 9 mars 1796), 1er baronnet, est un officier de marine britannique. Il sert dans la Royal Navy pendant la guerre de Sept Ans et la guerre d'indépendance américaine. Pendant ce dernier conflit, il eut un désaccord célèbre avec l'amiral Keppel à propos de la bataille d'Ouessant ce qui vaut à Palliser de passer en cour martiale, avant d'être finalement acquitté.

## Jeunesse et débuts
Palliser, seul fils d'Hugh Palliser et de Mary Robinson, nait à Kirk Deighton, dans le North Riding of Yorkshire. La famille Palliser possède des propriétés dans le Yorkshire et en Irlande. Ses parents meurent alors qu'il est encore jeune, et le jeune Hugh est élevé en compagnie de ses sœurs par des membres de sa famille maternelle. Il entre dans la Royal Navy en 1735 en tant que midshipman sur le HMS Aldborough commandé par son oncle Nicholas Robinson. Il suit ce dernier sur le HMS Kennington en 1737, puis sur le HMS Tyger et le HMS Essex.
Palliser passe son brevet de lieutenant le 12 mai 1741 et il est promu à ce rang le 18 septembre 1741. Il continue à servir à bord de l'Essex, d'abord sous les ordres de Robinson, puis quand ce dernier est remplacé, sous le Captain Richard Norris, le fils de Sir John Norris. Le 3 juillet 1746 il reçoit le commandement du HMS Weazel. Le 25 novembre de cette même année il est nommé post-captain du HMS Captain, qui met les voiles vers les Indes occidentales avec pavillon du Commodore Edward Legge. Legge meurt le 19 septembre 1747, et Palliser est transféré sur le HMS Sutherland. Six mois plus tard, un feu accidentel qui se déclare sur ce vaisseau blesse Palliser à la poitrine ; un petit boulet entre par son dos et ressort par son aine; un autre l'atteint à la hanche droite; un troisième le frappe à l'épaule gauche. Deux hommes sont tués dans l'explosion, et Palliser rentre en Angleterre pour récupérer de ses blessures. Il guérit, mais restera boiteux de la jambe gauche toute sa vie, et souffrira par moments de douleurs atroces, auxquelles sa mort a finalement été attribuée. Il est nommé sur la frégate HMS Sheerness en décembre 1748, à bord de laquelle il met les voiles en direction des Indes orientales pour apporter aux commandants en place la nouvelle de la paix. Il fait partie de l'escadre commandée par Edward Boscawen qui croise sur la côte de Coromandel entre juillet 1749, rentrant en Angleterre pour prendre le commandement du Sheerness en avril 1750. Palliser est par la suite nommé sur le HMS Yarmouth, le navire de garde posté à Chatham. Peu après il passe sur le HMS Seahorse, de 20 canons, et alors qu'il se trouve à son bord, il est arrêté par les autorités écossaises pour avoir refusé de laisser l'un de ses marins être débarqué de son navire, accusé par une lettre qui s'avéra être un faux. Palliser est détenu plusieurs jours dans la prison de Tolbooth à Édimbourg jusqu'à ce qu'il soit relâché sur ordre des Lords of Sessions, qui invoquent leur autorité pour passer outre à la décision du juge de la vice-amirauté d’Édimbourg.
Début 1753, Palliser est nommé capitaine du HMS Bristol, de 50 canons, mais peu après servira dans une escorte composée du Seahorse et du Nightingale, chargée de protéger des navires de transports utilisés pour convoyer deux régiments de l'armée britannique vers les Colonies combattre les forces françaises présentes sur place. Il quitte l'Angleterre en janvier 1755, mais décide de suivre une route bien plus au sud que celle empruntée habituellement. Descendant jusqu'au tropique du Cancer, il évite les dures conditions de traversée hivernales, cette décision lui vaut une notoriété significative et les louanges des autorités gouvernementales.

## Guerre de Sept Ans
Les tensions continues entre les royaumes de France et de Grande-Bretagne finissent par déboucher sur un nouveau conflit en 1755. En septembre de cette année, Palliser se voit confier le commandement du HMS Eagle, de 60 canons. Ce vaisseau engage le combat et défait le Duc d'Aquitain, 50 canons, au large d'Ouessant le 30 mai 1757. Après cette bataille l'Eagle retourne au port pour effectuer des réparations, et Palliser passe commandant du HMS Shrewsbury, 74 canons, qui fait alors partie de la Channel Fleet sous les ordres de l'amiral Anson.
Sur ce vaisseau, en juillet 1758, il aborde et capture plusieurs bâtiments français près de Brest. En 1759, Palliser participe à la capture par les Britanniques de la ville de Québec, commandant les marins qui débarquent et prennent possession de la Ville-Basse. En 1760, Palliser est envoyé en Méditerranée pour chasser une petite escadre française qui avait réussi à briser la blocus imposé au port de Toulon. Il localise les vaisseaux français dans plusieurs ports en Turquie. En 1762, Palliser commande une escadre de quatre vaisseaux dépêchée pour reprendre Saint-Jean de Terre-Neuve, mais la zone est déjà sous contrôle britannique lorsqu'il arrive et lors de la bataille de Signal Hill.

## Gouverneur de Terre-Neuve et services ultérieurs
En 1764, Palliser est nommé Gouverneur et Commandant en Chef de Terre-Neuve. Il a sous les ordres le HMS Guernsey, 50 canons, et plusieurs frégates. Ses forces rencontrent une force française de même taille qui croise dans les zones de pêches qui restaient sous contrôle français au large de Terre-Neuve, mais Palliser pense qu'ils ont altéré leurs cartes pour montrer qu'ils contrôlaient une zone maritime plus grande que celle qui avait été définie dans les négociations qui avaient mis un terme au conflit dans la zone. L'ambassadeur français à Londres utilise cet épisode pour se plaindre de Palliser auprès du gouvernement britannique, mais il est à même de produire suffisamment de cartes et de preuves pour convaincre ses supérieurs qu'il a agi correctement.
Palliser supporte activement les pêcheries comme un vivier de marins entraînés et à disposition de la Royal Navy. Il prend, à ce poste, diverses mesures pour garantir le respect des clauses du traité de Paris (1763) restreignant l'accès des Français aux zones de pêches qui leur avaient pourtant été accordées. Il tente également de restreindre l'implantation de nouveaux établissements français à Terre-Neuve, et d'y encourager les industries britanniques présentes sur place.
Palliser reste Gouverneur de Terre-Neuve jusqu'en 1768. En 1770, le commodore Palliser est nommé Comptroller of the Navy, et la même année il est élu Elder brother de la Trinity House, chargé de l'entretien des phares et balises maritimes et conseiller du gouvernement pour les questions navales.
En 1773, Palliser est fait baronnet. En 1774, il est élu au Parlement pour le Borough de Scarborough. En 1775, il est promu rear-admiral. Sous les ordres du comte de Sandwich il devient un des Lords of the Admiralty et reçoit la charge de Lieutenant-Général des Marines. En 1775, il édicte des lois pour encourager les pêcheries, connues sous le titre de Palliser’s Act mais officiellement intitulées The Act for the Encouragement of the Ship Fishery,
L'historien Sean Cadigan, auteur de Hope and Deception in Conception Bay (1995), a depuis fait le lien entre le Palliser's Act grande valeur du travail des femmes à Terre-Neuve au XVIIIe siècle. Étant donné que le Palliser's Act exigeait que les patrons-pêcheurs prépayent leurs travailleurs au début de la saison des pêches, ces derniers étaient incités à faire travailler les membres de leurs familles: engager des travailleurs extérieurs était économiquement risqué et venait réduire les marges. En agissant ainsi, le Palliser's Act fut responsable de la disparition des limites entre la cellule familiale et le monde du travail, rendant le travail des femmes essentiel pour le succès économique de l'établissement.
En 1778, Palliser est à nouveau promu Vice-Admiral of the Blue.

## Service pendant la guerre d'indépendance américaine et controverse avec l'amiral Keppel
En 1778, Palliser est nommé dans la Channel Fleet sous les ordres de l'amiral Augustus Keppel. Le 27 juillet 1778 à la première bataille d'Ouessant, la Channel Fleet livre un combat indécis contre la flotte française. L'issue de la bataille donnera naissance à un ressentiment personnel entre Palliser et Keppel, culminant avec leur traduction respective devant une cour martiale et augmentant les divisions existant au sein de la Navy. Palliser est contraint de se démettre de son siège au Parlement et de ses autres postes.
La bataille d'Ouessant a lieu alors que la flotte anglaise se trouve en position entre les vaisseaux français et leurs ports d'attache. Voyant l'avantage d'une telle position Keppel ordonne que la ligne de bataille soit formée et qu'une attaque soit lancée. Le vaisseau de Palliser HMS Formidable, avait déjà été gravement endommagé au début du combat, et lorsque Keppel envoie le signal ordonnant de reformer la ligne de bataille, la division de Palliser se trouve éloignée du reste de la flotte, Keppel lui envoie donc une frégate portant ses instructions. Cependant, en raison des dommages subis, la division de Palliser ne peut s'exécuter avant la tombée de la nuit, à une heure trop tardive pour continuer le combat et la flotte française profite de l'obscurité pour regagner Brest. Chaque camp revendiquera la victoire, et Keppel publie une dépêche pour féliciter tous ses officiers pour leur conduite durant le combat.
Cependant, Palliser a vent de rumeurs voulant que Keppel se soit plaint dans une conversation privée de l'absence de Palliser, et qu'il aurait affirmé que cette absence était la principale responsable de l'issue indécise du combat. Palliser écrit alors un article pour justifier ses actions. Une lettre anonyme envoyée à un journal londonien accuse Palliser de désobéissance pendant la bataille, et ce dernier demande à Keppel de réfuter publiquement ces allégations. Ne voyant venir aucune réfutation, Palliser demande que Keppel passe en cour martiale pour « faute et négligence à faire son devoir », des chefs d'accusation très graves passibles alors de la peine de mort.
Keppel passe devant une cour martiale à Portsmouth en janvier 1779, et il est acquitté après 27 jours de procès. Les conclusions de la cour sont un cuisant désaveux pour Palliser : elles affirment que les accusations portées contre Keppel l'ont été avec une intention malicieuse et étaient infondées. Palliser, bien que défendu par Lord Sandwich, doit rendre son siège au Parlement et se démettre de sa charge de Lieutenant-Général des Marines. Il demande alors, de lui-même, à passer devant une cour martiale afin de présenter sa version des événements pendant sa défense. La cour martiale est convoquée, et il est acquitté après 21 jours de procès. Cependant, il reçoit un blâme pour avoir manqué à son obligation d'informer à temps son officier supérieur des dommages qu'il avait subis dans la bataille.
Après son acquittement Palliser espère retrouver son poste de Lieutenant-Général des Marines. Au lieu de cela, il est nommé en 1780 Gouverneur du Greenwich Hospital par Lord Sandwich, et est réélu au Parlement pour Huntingdon (1780–1784). En 1787, il est promu au grade d'Admiral.

## Relation avec James Cook

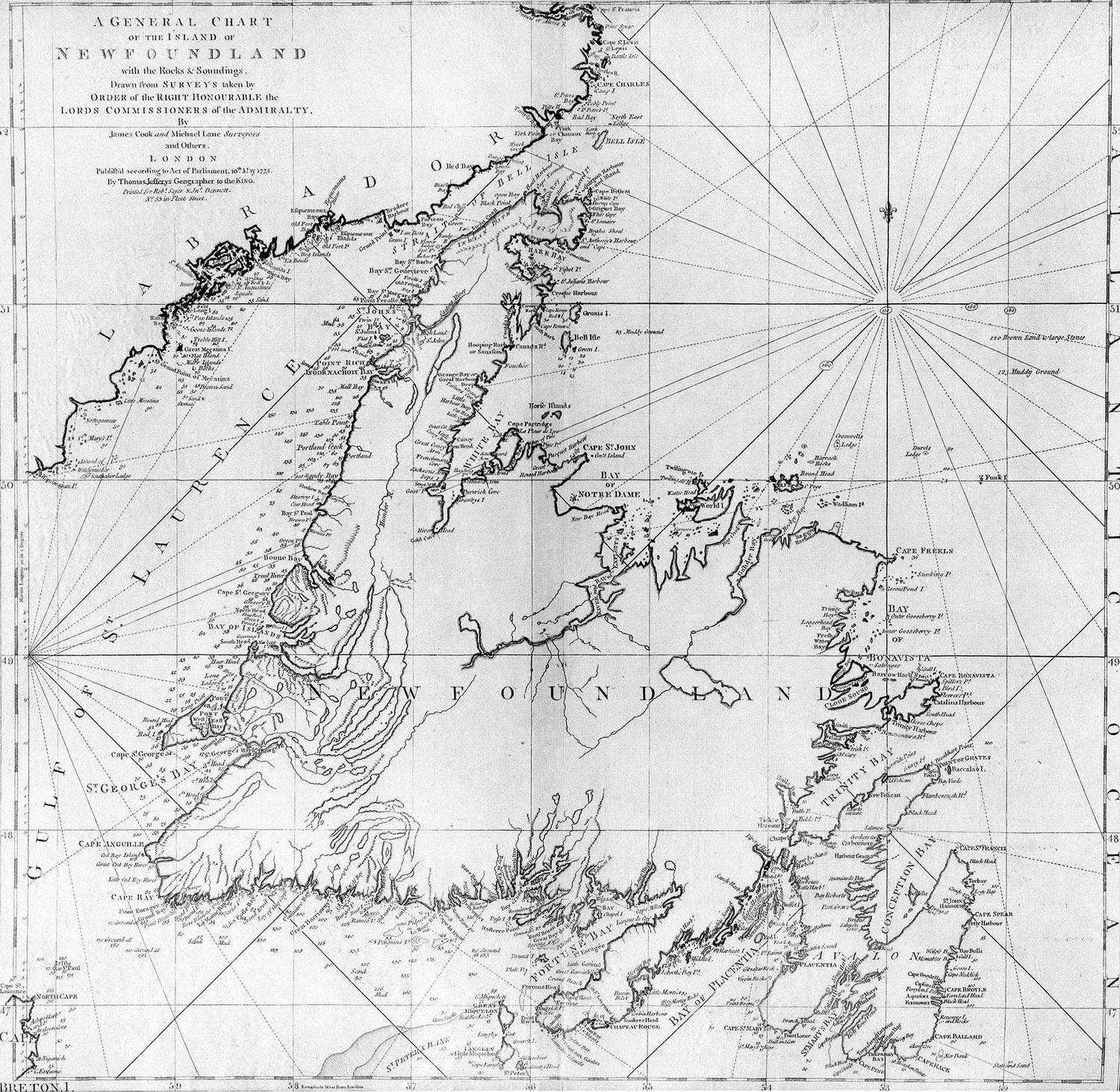
James Cook's 1775 Chart of Newfoundland

James Cook, originaire comme lui du Yorkshire, sert au début de sa carrière sous les ordres de Palliser en tant que Master's Mate sur le HMS Eagle de 1755 à 1758. Palliser propose sa promotion au rang de Master en 1757. Les deux hommes sont présents au siège de Québec quand Cook cartographie les environs de la ville et les lieux du débarquement. Après la signature du traité de Paris, Cook est chargé de cartographier Terre-Neuve. En tant que Gouverneur, Palliser soutien activement les travaux de Cook et l'aide dans la publication de sa carte de Terre-Neuve, pour laquelle il sera félicité. Lorsqu'il est Comptroller, Palliser soutien à nouveau Cook dans le commandement de la première exploration qu'il reçoit en 1768, et pendant les voyages qui suivront. Cook reconnaissant donnera le nom de son « cher ami » au Cape Palliser, à la Palliser Bay et aux îles Palliser. À la mort de Cook, Palliser fait ériger un monument à la mémoire de Cook sur son domaine, The Vache.

## Mort
L'amiral Palliser décède la 19 mars 1796 dans sa propriété de Chalfont St Giles et est inhumé à St Giles.